# إيلي كوريا فيلهو
إيلي كوريا فيلهو هو سياسي برازيلي، ولد في 13 يناير 1976 في ساو باولو في البرازيل. نشط حزبياً في حزب الديمقراطيين ‏. وقد انتخب النائب الاتحادي لساو باولو ‏ خلال فترته النيابية ‏ (1 فبراير 2019 – ) وانتخب عضو مجلس النواب البرازيلي ‏ خلال فترته النيابية ‏ وانتخب عضو مجلس النواب البرازيلي ‏ عن دائرة São Paulo ‏ وقد انضم خلال فترته النيابية ‏ للكتلة البرلمانية حزب الديمقراطيين ‏.

## وصلات خارجية
- الموقع الرسمي